# González (Uruguay)
Pour les articles homonymes, voir González.
González est une ville de l'Uruguay située dans le département de San José. Sa population est de 251 habitants.

## Population
| Année | Population |
| ----- | ---------- |
| 1963  | 303        |
| 1975  | 321        |
| 1985  | 260        |
| 1996  | 211        |
| 2004  | 251        |

Référence,: